# بیل فارلی
بیل فارلی (به انگلیسی: Bill Farley) (زادهٔ ۱۰ نوامبر ۱۹۴۴) شناگر اهل ایالات متحده آمریکا است.